# Torneo Esperanzas de Toulon de 2015
El XLIII Torneo Esperanzas de Toulon de 2015 se disputa en Francia entre el 27 de mayo y el 7 de junio de 2015. Participan diez equipos de fútbol de distintos continentes. El torneo se celebra anualmente y se juega entre selecciones sub-21. En esta edición las selecciones participaron con sus categorías Sub-22.

## Participantes
| Equipos participantes | Equipos participantes | Equipos participantes | Equipos participantes |
| --------------------- | --------------------- | --------------------- | --------------------- |
| Francia               | China                 | Catar                 | Costa Rica            |
| Costa de Marfil       | Estados Unidos        | Inglaterra            | Marruecos             |
| México                | Países Bajos          |                       |                       |

## Primera fase
| Clasificación                        |
| ------------------------------------ |
| Equipos Clasificados a la Final      |
| Equipos Clasificados al Tercer lugar |

### Grupo A
| Equipo         | Pts | PJ | PG | PE | PP | GF | GC | Dif |
| -------------- | --- | -- | -- | -- | -- | -- | -- | --- |
| Francia        | 12  | 4  | 4  | 0  | 0  | 11 | 2  | +9  |
| Estados Unidos | 6   | 4  | 2  | 0  | 2  | 6  | 6  | 0   |
| Países Bajos   | 6   | 4  | 2  | 0  | 2  | 9  | 10 | -1  |
| Costa Rica     | 4   | 4  | 1  | 1  | 2  | 6  | 7  | -1  |
| Catar          | 1   | 4  | 0  | 1  | 3  | 2  | 9  | -7  |

| 27 de mayo de 2015 | Países Bajos                | 3:2 (3:1) | Costa Rica       | Stade Léo Lagrange, Toulon |                            |
|                    | El Ghazi 3' · Vloet 6', 32' | Reporte   | Ramírez 39', 58' | Árbitro(s): Abou Coulibaly | Árbitro(s): Abou Coulibaly |

| 27 de mayo de 2015 | Estados Unidos | 1:3 (0:3) | Francia                                    | Stade Perruc, Hyères    |                         |
|                    | Morris 65'     | Reporte   | Bahlouli 10' · Crivelli 11' · Sparagna 21' | Árbitro(s): Adil Zourak | Árbitro(s): Adil Zourak |

| 29 de mayo de 2015                                  | Estados Unidos                                 | 3:1 (2:1) | Países Bajos | Stade Perruc, Hyères       |                            |
|                                                     | Kiesewetter 19' · Hernández 24' · Packwood 43' | Reporte   | Darri 9'     | Árbitro(s): Abou Coulibaly | Árbitro(s): Abou Coulibaly |
| Video goles oficial: Estados Unidos vs Países Bajos |                                                |           |              |                            |                            |

| 29 de mayo de 2015                    | Catar | 0:2 (0:1) | Francia                  | Stade Perruc, Hyères          |                               |
|                                       |       | Reporte   | Hunou 11' · Kaabouni 65' | Árbitro(s): Oscar Macias Romo | Árbitro(s): Oscar Macias Romo |
| Video goles oficial: Catar vs Francia |       |           |                          |                               |                               |

| 31 de mayo de 2015                                | Costa Rica                  | 2:1 (1:1) | Estados Unidos | Stade Louis Hon, Saint-Raphaël, Var |                               |
|                                                   | Matarrita 24' · Ramírez 55' | Reporte   | Alashe 30'     | Árbitro(s): Oscar Macias Romo       | Árbitro(s): Oscar Macias Romo |
| Video goles oficial: Costa Rica vs Estados Unidos |                             |           |                |                                     |                               |

| 31 de mayo de 2015                         | Países Bajos                                                  | 5:1 (1:0) | Catar        | Stade Louis Hon, Saint-Raphaël, Var |                         |
|                                            | Hateboer 23' · van Overeem 49' · Rayhi 50' · Janssen 52', 74' | Reporte   | Al Yahri 78' | Árbitro(s): Adil Zourak             | Árbitro(s): Adil Zourak |
| Video goles oficial: Países Bajos vs Catar |                                                               |           |              |                                     |                         |

| 2 de junio de 2015                           | Catar | 0:1 (0:1) | Estados Unidos | Stade de Lattre-de-Tassigny, Aubagne |                             |
|                                              |       | Reporte   | Green 8'       | Árbitro(s): Fabio Verissimo          | Árbitro(s): Fabio Verissimo |
| Video goles oficial: Catar vs Estados Unidos |       |           |                |                                      |                             |

| 2 de junio de 2015                         | Francia                  | 2:1 (1:0) | Costa Rica | Stade de Lattre-de-Tassigny, Aubagne |                            |
|                                            | Crivelli 40', 61' (pen.) | Reporte   | Flores 66' | Árbitro(s): Abou Coulibaly           | Árbitro(s): Abou Coulibaly |
| Video goles oficial: Francia vs Costa Rica |                          |           |            |                                      |                            |

| 4 de junio de 2015                       | Costa Rica   | 1:1 (0:0) | Catar         | Stade Léo Lagrange, Toulon |                         |
|                                          | Lassiter 68' | Reporte   | Al Salemi 45' | Árbitro(s): Adil Zourak    | Árbitro(s): Adil Zourak |
| Video goles oficial: Costa Rica vs Catar |              |           |               |                            |                         |

| 4 de junio de 2015                           | Francia                                                      | 4:0 (1:0) | Países Bajos | Stade Léo Lagrange, Toulon    |                               |
|                                              | Romain 18' · Kaabouni 48' (pen.) · N'Nomo 52' · Crivelli 70' | Reporte   |              | Árbitro(s): Oscar Macias Romo | Árbitro(s): Oscar Macias Romo |
| Video goles oficial: Francia vs Países Bajos |                                                              |           |              |                               |                               |

### Grupo B
| Equipo          | Pts | PJ | PG | PE | PP | GF | GC | Dif |
| --------------- | --- | -- | -- | -- | -- | -- | -- | --- |
| Marruecos       | 8   | 4  | 2  | 2  | 0  | 7  | 4  | +4  |
| Inglaterra      | 7   | 4  | 2  | 1  | 1  | 9  | 7  | +2  |
| México          | 7   | 4  | 2  | 1  | 1  | 6  | 4  | +2  |
| Costa de Marfil | 5   | 4  | 1  | 2  | 1  | 5  | 3  | +2  |
| China           | 0   | 4  | 0  | 0  | 4  | 1  | 11 | -10 |

| 28 de mayo de 2015                             | Costa de Marfil | 1:1 (0:0) | México     | Stade Léo Lagrange, Toulon |                          |
|                                                | Bayo 65'        | Reporte   | Guzmán 46' | Árbitro(s): Denis Higler   | Árbitro(s): Denis Higler |
| Video goles oficial: Costa de Marfil vs México |                 |           |            |                            |                          |

| 28 de mayo de 2015                           | Inglaterra                        | 3:3 (2:3) | Marruecos                           | Stade Léo Lagrange, Toulon       |                                  |
|                                              | Gray 8' · Watmore 24' · Akpom 78' | Reporte   | El Hajhouj 13' · Bencharki 14', 39' | Árbitro(s): Fahad Jaber Al-Marri | Árbitro(s): Fahad Jaber Al-Marri |
| Video goles oficial: Inglaterra vs Marruecos |                                   |           |                                     |                                  |                                  |

| 30 de mayo de 2015                                 | Inglaterra               | 2:1 (1:0) | Costa de Marfil | Stade Léo Lagrange, Toulon |                           |
|                                                    | Akpom 10' · Robinson 43' | Reporte   | Koné 77'        | Árbitro(s): Robert Sibiga  | Árbitro(s): Robert Sibiga |
| Video goles oficial: Inglaterra vs Costa de Marfil |                          |           |                 |                            |                           |

| 30 de mayo de 2015                      | China | 0:3 (0:1) | Marruecos                                        | Stade Léo Lagrange, Toulon  |                             |
|                                         |       | Reporte   | Bencharki 21' · Haiqing 69' (a.g.) · Bahja 80+1' | Árbitro(s): Fabio Verissimo | Árbitro(s): Fabio Verissimo |
| Video goles oficial: China vs Marruecos |       |           |                                                  |                             |                             |

| 1 de junio de 2015 | Marruecos | 0:0 (0:0) | Costa de Marfil | Stade Marcel Roustan, Salon de Provence |                            |
|                    |           | Reporte   |                 | Árbitro(s): Amaury Delerue              | Árbitro(s): Amaury Delerue |

| 1 de junio de 2015                   | China | 0:2 (0:0) | México            | Stade Marcel Roustan, Salon de Provence |                                  |
|                                      |       | Reporte   | Cisneros 41', 59' | Árbitro(s): Fahad Jaber Al-Marri        | Árbitro(s): Fahad Jaber Al-Marri |
| Video goles oficial: China vs México |       |           |                   |                                         |                                  |

| 3 de junio de 2015                            | Costa de Marfil                            | 3:0 (3:0) | China | Stade de Lattre-de-Tassigny, Aubagne |                           |
|                                               | Bedia 6' · Zhang 28' (a.g.) · Ouattara 32' | Reporte   |       | Árbitro(s): Robert Sibiga            | Árbitro(s): Robert Sibiga |
| Video goles oficial: Costa de Marfil vs China |                                            |           |       |                                      |                           |

| 3 de junio de 2015                        | México                 | 2:1 (0:1) | Inglaterra  | Stade de Lattre-de-Tassigny, Aubagne |                          |
|                                           | Bueno 44' · Zúñiga 70' | Reporte   | Watmore 15' | Árbitro(s): Denis Higler             | Árbitro(s): Denis Higler |
| Video goles oficial: México vs Inglaterra |                        |           |             |                                      |                          |

| 5 de junio de 2015 | Marruecos                           | 2:1 (0:1) | México    | Stade Léo Lagrange, Toulon |                           |
|                    | El Karti 46' · Bencharki 61' (pen.) | Reporte   | Pérez 27' | Árbitro(s): Dennis Higler  | Árbitro(s): Dennis Higler |

| 5 de junio de 2015 | China  | 1:3 (0:1) | Inglaterra                                | Stade Léo Lagrange, Toulon |                           |
|                    | Yi 55' | Reporte   | Aarons 39' · Baker 52' · Zhang 59' (a.g.) | Árbitro(s): Robert Sibiga  | Árbitro(s): Robert Sibiga |

## Tercer lugar
| 7 de junio de 2015 | Estados Unidos                        | 2:1 (1:1) | Inglaterra | Stade Mayol, Toulon         |                             |
|                    | Hernández 7' (pen.) · Joya 66' (pen.) | Reporte   | Hause 10'  | Árbitro(s): Fabio Verissimo | Árbitro(s): Fabio Verissimo |

## Final
| 7 de junio de 2015, 21:10 | Francia                        | 3:1 (0:1) | Marruecos    | Stade Mayol, Toulon              |                                  |
|                           | Habran 56' · Sparagna 64', 80' | Reporte   | Ennaffati 3' | Árbitro(s): Fahad Jaber Al-Marri | Árbitro(s): Fahad Jaber Al-Marri |

| 1     | POR   | Thomas Didillon     |     |
| 2     | DEF   | Damien Dussaut      | 25' |
| 4     | DEF   | Presnel Kimpembe    |     |
| 5     | DEF   | Stéphane Sparagna   |     |
| 3     | DEF   | Louis Nganioni      |     |
| 8     | MED   | Adrien Hunou        |     |
| 11    | MED   | Thomas Lemar        | 70' |
| 12    | MED   | Marco Ilaimaharitra | 54' |
| 18    | MED   | Fares Bahlouli      |     |
| 20    | DEL   | Romain Habran       |     |
| 9     | DEL   | Enzo Crivelli       | 74' |
| D. T. | D. T. | Francis Smerecki    |     |

| 1     | POR   | Badreddine Benachour |     |
| 16    | DEF   | Ayoub Qasmi          |     |
| 8     | DEF   | Elmehdi Mouffadal    |     |
| 14    | DEF   | Youssef Jamaaoui     |     |
| 20    | DEF   | Hamza Moussadak      | 76' |
| 2     | MED   | Anas Al Asbahi       |     |
| 18    | MED   | Walid El Karti       |     |
| 6     | MED   | Badr Boulhroude      |     |
| 7     | DEL   | Adam Ennaffati       |     |
| 9     | DEL   | Achraf Bencharki     |     |
| 15    | DEL   | Reda Hajhouj         | 73' |
| D. T. | D. T. | Hassan Benabicha     |     |

| 17 | DEF | Jordan Diakiese       | 25' |
| 7  | MED | Jean-Luc Diarra-Dompe | 54' |
| 6  | MED | Yann Bodiger          | 70' |
| 10 | MED | Younes Kaabouni       | 74' |

| 11 | DEL | Youssef Es Saiydy | 73'   |
| 13 | MED | Soufiane Bahja    | 76'   |
|    |     | [[]]              | Entró |
|    |     | [[]]              | Entró |

| 56' · 64' · 80' | Romain Habran Stéphane Sparagna | 1:1 2:1 3:1 |

| 3' | Adam Ennaffati | 0:1 |

| 24' · 57' | Stéphane Sparagna Romain Habran |

| 4' | Adam Ennaffati |

| 67' | Romain Habran |

| Principal  | Fahad Jaber Al-Marri   |
| Asistentes | Taleb Salem Al-Marri   |
|            | Yousef Aref Al-Shamari |
| Cuarto     | Oscar Macias Romo      |

| 1     | POR   | Thomas Didillon     |     |
| 2     | DEF   | Damien Dussaut      | 25' |
| 4     | DEF   | Presnel Kimpembe    |     |
| 5     | DEF   | Stéphane Sparagna   |     |
| 3     | DEF   | Louis Nganioni      |     |
| 8     | MED   | Adrien Hunou        |     |
| 11    | MED   | Thomas Lemar        | 70' |
| 12    | MED   | Marco Ilaimaharitra | 54' |
| 18    | MED   | Fares Bahlouli      |     |
| 20    | DEL   | Romain Habran       |     |
| 9     | DEL   | Enzo Crivelli       | 74' |
| D. T. | D. T. | Francis Smerecki    |     |

| 1     | POR   | Badreddine Benachour |     |
| 16    | DEF   | Ayoub Qasmi          |     |
| 8     | DEF   | Elmehdi Mouffadal    |     |
| 14    | DEF   | Youssef Jamaaoui     |     |
| 20    | DEF   | Hamza Moussadak      | 76' |
| 2     | MED   | Anas Al Asbahi       |     |
| 18    | MED   | Walid El Karti       |     |
| 6     | MED   | Badr Boulhroude      |     |
| 7     | DEL   | Adam Ennaffati       |     |
| 9     | DEL   | Achraf Bencharki     |     |
| 15    | DEL   | Reda Hajhouj         | 73' |
| D. T. | D. T. | Hassan Benabicha     |     |

| 17 | DEF | Jordan Diakiese       | 25' |
| 7  | MED | Jean-Luc Diarra-Dompe | 54' |
| 6  | MED | Yann Bodiger          | 70' |
| 10 | MED | Younes Kaabouni       | 74' |

| 11 | DEL | Youssef Es Saiydy | 73'   |
| 13 | MED | Soufiane Bahja    | 76'   |
|    |     | [[]]              | Entró |
|    |     | [[]]              | Entró |

| 56' · 64' · 80' | Romain Habran Stéphane Sparagna | 1:1 2:1 3:1 |

| 3' | Adam Ennaffati | 0:1 |

| 24' · 57' | Stéphane Sparagna Romain Habran |

| 4' | Adam Ennaffati |

| 67' | Romain Habran |

| Principal  | Fahad Jaber Al-Marri   |
| Asistentes | Taleb Salem Al-Marri   |
|            | Yousef Aref Al-Shamari |
| Cuarto     | Oscar Macias Romo      |

| 1     | POR   | Thomas Didillon     |     |
| 2     | DEF   | Damien Dussaut      | 25' |
| 4     | DEF   | Presnel Kimpembe    |     |
| 5     | DEF   | Stéphane Sparagna   |     |
| 3     | DEF   | Louis Nganioni      |     |
| 8     | MED   | Adrien Hunou        |     |
| 11    | MED   | Thomas Lemar        | 70' |
| 12    | MED   | Marco Ilaimaharitra | 54' |
| 18    | MED   | Fares Bahlouli      |     |
| 20    | DEL   | Romain Habran       |     |
| 9     | DEL   | Enzo Crivelli       | 74' |
| D. T. | D. T. | Francis Smerecki    |     |

| 1     | POR   | Badreddine Benachour |     |
| 16    | DEF   | Ayoub Qasmi          |     |
| 8     | DEF   | Elmehdi Mouffadal    |     |
| 14    | DEF   | Youssef Jamaaoui     |     |
| 20    | DEF   | Hamza Moussadak      | 76' |
| 2     | MED   | Anas Al Asbahi       |     |
| 18    | MED   | Walid El Karti       |     |
| 6     | MED   | Badr Boulhroude      |     |
| 7     | DEL   | Adam Ennaffati       |     |
| 9     | DEL   | Achraf Bencharki     |     |
| 15    | DEL   | Reda Hajhouj         | 73' |
| D. T. | D. T. | Hassan Benabicha     |     |

| 17 | DEF | Jordan Diakiese       | 25' |
| 7  | MED | Jean-Luc Diarra-Dompe | 54' |
| 6  | MED | Yann Bodiger          | 70' |
| 10 | MED | Younes Kaabouni       | 74' |

| 11 | DEL | Youssef Es Saiydy | 73'   |
| 13 | MED | Soufiane Bahja    | 76'   |
|    |     | [[]]              | Entró |
|    |     | [[]]              | Entró |

| 56' · 64' · 80' | Romain Habran Stéphane Sparagna | 1:1 2:1 3:1 |

| 3' | Adam Ennaffati | 0:1 |

| 24' · 57' | Stéphane Sparagna Romain Habran |

| 4' | Adam Ennaffati |

| 67' | Romain Habran |

| Principal  | Fahad Jaber Al-Marri   |
| Asistentes | Taleb Salem Al-Marri   |
|            | Yousef Aref Al-Shamari |
| Cuarto     | Oscar Macias Romo      |

| 1     | POR   | Thomas Didillon     |     |
| 2     | DEF   | Damien Dussaut      | 25' |
| 4     | DEF   | Presnel Kimpembe    |     |
| 5     | DEF   | Stéphane Sparagna   |     |
| 3     | DEF   | Louis Nganioni      |     |
| 8     | MED   | Adrien Hunou        |     |
| 11    | MED   | Thomas Lemar        | 70' |
| 12    | MED   | Marco Ilaimaharitra | 54' |
| 18    | MED   | Fares Bahlouli      |     |
| 20    | DEL   | Romain Habran       |     |
| 9     | DEL   | Enzo Crivelli       | 74' |
| D. T. | D. T. | Francis Smerecki    |     |

| 1     | POR   | Badreddine Benachour |     |
| 16    | DEF   | Ayoub Qasmi          |     |
| 8     | DEF   | Elmehdi Mouffadal    |     |
| 14    | DEF   | Youssef Jamaaoui     |     |
| 20    | DEF   | Hamza Moussadak      | 76' |
| 2     | MED   | Anas Al Asbahi       |     |
| 18    | MED   | Walid El Karti       |     |
| 6     | MED   | Badr Boulhroude      |     |
| 7     | DEL   | Adam Ennaffati       |     |
| 9     | DEL   | Achraf Bencharki     |     |
| 15    | DEL   | Reda Hajhouj         | 73' |
| D. T. | D. T. | Hassan Benabicha     |     |

| 17 | DEF | Jordan Diakiese       | 25' |
| 7  | MED | Jean-Luc Diarra-Dompe | 54' |
| 6  | MED | Yann Bodiger          | 70' |
| 10 | MED | Younes Kaabouni       | 74' |

| 11 | DEL | Youssef Es Saiydy | 73'   |
| 13 | MED | Soufiane Bahja    | 76'   |
|    |     | [[]]              | Entró |
|    |     | [[]]              | Entró |

| 56' · 64' · 80' | Romain Habran Stéphane Sparagna | 1:1 2:1 3:1 |

| 3' | Adam Ennaffati | 0:1 |

| 24' · 57' | Stéphane Sparagna Romain Habran |

| 4' | Adam Ennaffati |

| 67' | Romain Habran |

| Principal  | Fahad Jaber Al-Marri   |
| Asistentes | Taleb Salem Al-Marri   |
|            | Yousef Aref Al-Shamari |
| Cuarto     | Oscar Macias Romo      |

|                    |
| Bandera de Francia |
| Campeón            |
| Francia            |
| 12º título         |

| Predecesor: Toulon 2014 | Torneo Esperanzas de Toulon XLIII edición | Sucesor: Toulon 2016 |

- Datos: Q19767788
- Multimedia: 2015 Toulon Tournament / Q19767788